# Coryphantha
Coryphantha  (provine din greacă, înflorind deasupra este un cactus de mică sau medie mărime, sferic sau o coloană scurtă. Genul este nativ din Mexic până în sudul Statelor Unite. Cu două subgenuri, 42 specii și 9 subspecii este unul dintre cele mai mari genuri de cactuși.
Corpul cactusului nu este împărțit în coaste ci are tuberculi.

## Specii
- Coryphantha compacta
- Coryphantha difficilis
- Coryphantha elephantidens
- Coryphantha macromeris
- Coryphantha nickelsiae
- Coryphantha palmeri
- Coryphantha radians
- Coryphantha robustispina
- Coryphantha salinensis
- Coryphantha vivipara

## Sinonime
- Aulacothele Monv. (nom. inval.)
- Cumarinia Buxb.
- Glandulifera (Salm-Dyck) Fric
- Lepidocoryphantha Backeb.
- Roseia Fric (nom. inval.)